# Wesmaelius ravus
Wesmaelius ravus är en insektsart som först beskrevs av Withycombe 1923.  Wesmaelius ravus ingår i släktet Wesmaelius och familjen florsländor. Arten är reproducerande i Sverige. Inga underarter finns listade i Catalogue of Life.